# Rádio e Televisão de Portugal
Rádio e Televisão de Portugal, S.A. (RTP) è il servizio pubblico di diffusione radiotelevisiva portoghese.
Il nome attuale risale al 2004, quando RTP (Radiotelevisão Portuguesa) e RDP (Radiodifusão Portuguesa) si sono fuse in un unico ente pubblico che mantiene l'acronimo della tv.

## Storia
Il servizio radiofonico nasce nel 1935 inizialmente come appendice dell'ente postale portoghese CTT per poi diventare nel dopo guerra ente a sé stante, ed entrare nel 1950 nell'UER poco dopo la fondazione. Dopo la rivoluzione dei garofani, esso si riorganizza e diventa RDP, aggregando a se anche altre emittenti radiofoniche.
La tv viene fondata il 15 dicembre 1955 ma le prime trasmissioni televisive sono del 1956, in via sperimentale. L'anno dopo, il 7 marzo, cominciano le trasmissioni ufficiali del primo canale (Canal 1). 12 anni dopo nasce, il giorno di Natale, il secondo canale, che nel 2004 sarà ristrutturato. Esattamente 23 anni dopo l'avvio ufficiale di RTP, e dopo una prima sperimentazione durante le elezioni presidenziali del 1976, iniziano le trasmissioni a colori: i primi programmi trasmessi in tale tecnologia sono il fortunato programma UER Giochi senza frontiere e il Festival da Canção, che funge da selezione lusitana per l'Eurovision Song Contest. Nell'ottobre 1992, finisce il monopolio tv dell'ente pubblico con la nascita in 4 mesi delle reti private SIC e TVI; nello stesso anno, viene abolito il canone televisivo e l'azienda entra tra i fondatori di Euronews.
Il 31 marzo 2004, 47 anni dopo le prime trasmissioni tv ufficiali, televisione e radio si uniscono in un'unica azienda pubblica, che riprende l'acronimo RTP.
Nel 2007, RTP festeggia 50 anni di tv dedicando molto spazio all'evento nei suoi canali.
Dal 26 aprile 2012 i canali RTP1 e RTP2 trasmettono solo in digitale, con il secondo che da maggio dello stesso anno adotta in maniera stabile la modalità 16:9, seguito a gennaio 2013 dal canale principale, e il 13 luglio 2015 da tutti i canali di RTP compresi i programmi di informazione, ad eccezione di RTP Madeira che abbandonerà il 4:3 solo il 12 febbraio 2017.
Dal 1º dicembre 2016, RTP3 (all-news) e RTP Memória (contenuti del passato) sono trasmessi anche sul digitale terrestre, ma senza spot.
Poco dopo il 60º anniversario della tv, celebrato durante il Festival da Canção, il 13 maggio Salvador Sobral con Amar pelos dois vince l'Eurovision Song Contest 2017 (lo stesso giorno di altri due importanti eventi del paese, la visita di Papa Francesco a Fatima per il centenario delle apparizioni, e il quarto campionato consecutivo vinto dal Benfica), e per la prima volta RTP ha organizzato l'evento canoro l'anno dopo.

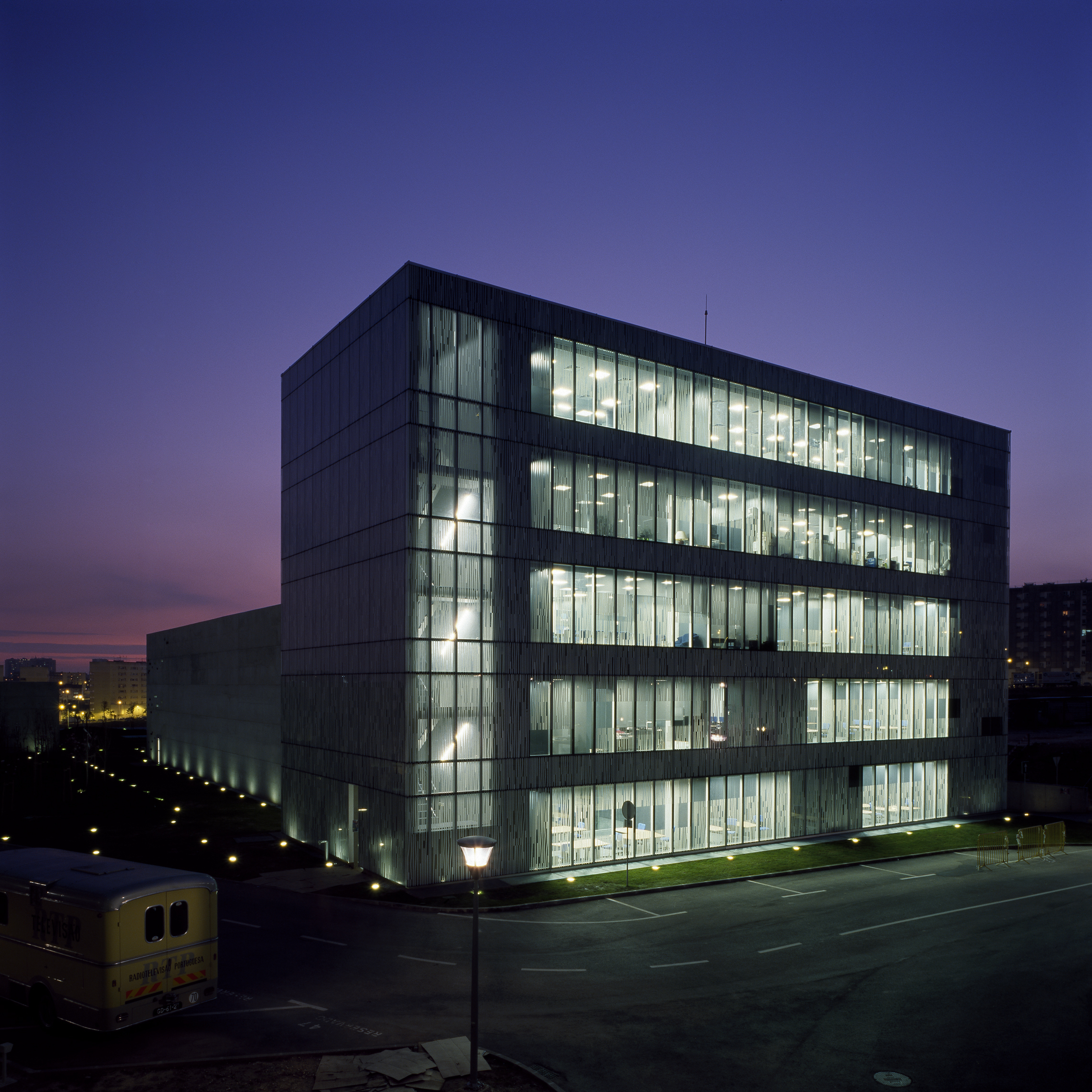
Centro di produzione a Lisbona

## Canali televisivi
- RTP1, il canale principale, fondato il 7 marzo del 1957.
- RTP2, il canale dedicato alla cultura, ai documentari, ai contenuti europei e alla programmazione per bambini.
- RTP3, canale di notizie e programmi di approfondimento
- RTP Memória, il canale dedicato ai programmi trasmessi precedentemente nei canali RTP.
- RTP Madeira, il canale generalista di Madeira.
- RTP Açores, il canale generalista delle Azzorre.
- RTP Internacional, il canale dedicato ai portoghesi all'estero.
- RTP África, il canale dedicato agli africani di lingua portoghese, in particolare Angola e Mozambico.

## Canali radiofonici
- Antena 1
- Antena 2
- Antena 3
- RDP África
- RDP Internacional
- Antena 1 Açores
- Antena 1 Madeira
- Antena 3 Madeira
- Antena 1 Lusitânia
- Antena 1 Memória
- Antena 1 Vida
- Antena 2 Jazzin
- Antena 2 Ópera
- Rádio Zig Zag